# Tijdlijn van de ruimtevaart (1895-1959)
Hieronder een tijdlijn van gebeurtenissen in de ruimtevaart in de periode van 1895 tot en met 1959.
|              | 1895 | De Russische wetenschapper Konstantin Tsiolkovski komt met een idee om een raket te bouwen die op vloeibare brandstof werkt. Hij heeft nog nooit van het al eerder geopperde soortgelijke idee van zijn Duitse collega Hermann Ganswindt gehoord. Tsiolkovski weet echter in tegenstelling tot Ganswindt een gedetailleerd plan te produceren voor de bouw voor zijn raket. Hij is ook de eerste die de link weet te leggen tussen de raketsnelheid, de massa van de raket en de snelheid van het gas in de raketbuis aan het einde van de staart van de raket (de raketvergelijking van Tsiolkovski). Door zijn theorieën en ideeën wordt de bouw van een raket die ruimtevaart mogelijk zou maken aanzienlijk versneld. Het is dan ook niet verwonderlijk dat Tsiolkovski wordt gezien als de vader van de rakettechniek. |
| 1 november   | 1923 | De Amerikaanse wetenschapper en uitvinder Robert Goddard slaagt erin om de eerste raketmotor te laten vuren die vloeibare brandstof gebruikt. Hij werkt aan het ontwerp van een raket die met een dergelijke motor moet worden voortgestuwd. |
| 16 maart     | 1926 | Goddard lanceert de eerste raket met vloeibare brandstof in Auburn, Massachusetts, Verenigde Staten. De raket voert een vlucht uit van 2,5 seconden en bereikt een hoogte van 12,5 meter. Deze gebeurtenis wordt ook wel de Kitty Hawk van de rakettechniek genoemd, verwijzend naar de vlucht van de Gebroeders Wright met het eerste motorvliegtuig. |
| 31 mei       | 1935 | Goddard lanceert een raket die een hoogte van 2300 meter bereikt. |
| 26 maart     | 1937 | Goddard lanceert een raket die een hoogte van 2750 meter bereikt, een record dat hij niet meer zal breken. |
| 3 oktober    | 1942 | Testlancering van een V-2, eerste raket die met een hoogte van 85–90 km de ruimte bereikt. |
| juli         | 1943 | Hitler gelast, na het zien van het lanceren van de V-2, de hoogste prioriteit voor verdere ontwikkeling. |
| januari      | 1944 | De V2 wordt in Niedersachswerfen in productie genomen. Wegens wijzigingen aan het ontwerp wordt de productie weldra echter weer gestaakt. Tot februari 1945 worden 5200 V2's geproduceerd. |
| 24 februari  | 1949 | De eerste tweetrapsraket met vloeibare brandstof bereikt in White Sands (Verenigde Staten) een hoogte van 40 kilometer. |
| 22 augustus  | 1951 | Wernher von Braun experimenteert met een verbeterde V2-raket. Het toestel bereikt een recordhoogte van 219 kilometer. |
| 24 maart     | 1954 | De Viking 11 bereikt een hoogte van 255 kilometer. |
| juli         | 1956 | Een eentrapsraket Aerobee-Hi bereikt een recordhoogte van 262 kilometer. |
| 21 augustus  | 1957 | Eerste geslaagde lancering van Baikonur, een R7 draagraket legt een intercontinentale afstand van 6400 km af tot aan de pacific. |
| 4 oktober    | 1957 | In de Sovjet-Unie wordt de eerste kunstmatige satelliet gelanceerd met een R7 draagraket. De Spoetnik 1, stijgt tot een hoogte van 950 kilometer en beschrijft in ongeveer anderhalf uur een baan om de aarde. |
| 3 november   | 1957 | De Spoetnik 2 wordt gelanceerd. Aan boord bevindt zich het hondje Laika, het eerste levende wezen in een omloopbaan. Het diertje sterft binnen een uur door oververhitting. |
| 23 oktober   | 1957 | Een viertraps Amerikaanse raket met vaste brandstof bereikt na haar start vanuit een ballon (een zogenaamde rockoon) op 30 kilometer hoogte boven het Eniwetok-eiland een hoogte van rond 6.000 kilometer. |
| 4 januari    | 1958 | De Spoetnik 3 stort neer en verbrandt in de atmosfeer. |
| 31 januari   | 1958 | Amerika lanceert met succes de kunstmatige satelliet Explorer I of Juno (officiële naam: 1958 - Alpha) |
| 1 februari   | 1958 | Met een Jupiter C-raket lanceren de Amerikanen hun eerste kunstmaan, de Explorer I (gewicht 14 kg). De kunstmatige satelliet zal tot augustus 1965 in een baan om de aarde blijven. |
| 4 februari   | 1958 | Na het lanceren van de Explorer wil het Amerikaanse leger nog drie kunstmanen afschieten, namelijk nog een van 15 kilogram, een van 150 kilogram met een tv-camera aan boord en een van 350 kg. Intussen doen de geruchten in Moskou de ronde over een nieuwe Spoetnik van 1500 kilogram. In tegenstelling met de berekening blijkt de baan van de Explorer I niet 2700, doch 3000 kilometer hoog te zijn, hetgeen wijst op onvoldoende precisie van de gebruikte projectielen. |
| 17 maart     | 1958 | De Vanguard 1, Amerika's tweede ruimtevaartuig, weegt slechts 1,5 kg. De uit de kluiten gewassen sinaasappel stijgt tot een hoogte van 2530 km en zal waarschijnlijk ongeveer 200 jaar in de ruimte verblijven. |
| 4 april      | 1958 | Spoetnik 2 stort neer en verbrandt. |
| 1 oktober    | 1958 | In de Verenigde Staten wordt de NASA (National Aeronautics and Space Administration) opgericht. |
| 11 oktober   | 1958 | Met een Thor-Able I-raket wordt de Amerikaanse kunstmatige satelliet Pioneer gelanceerd voor maanonderzoek. De beoogde snelheid wordt niet bereikt en de satelliet krijgt daardoor een andere baan en verdwijnt spoorloos. |
| 8 november   | 1958 | De lancering van Pioneer 2 geschiedt eveneens met een Thor-Able I-raket. Ook deze maanmissie mislukt doordat de derde trap niet werkt. |
| 6 december   | 1958 | Met een Juno-raket wordt Pioneer III gelanceerd. Deze mislukt doordat de raket te snel uitbrandt. |
| 2 januari    | 1959 | De Russen lanceren het 360 kilo wegende ruimteschip Loena 1, het eerste door mensenhanden gemaakte voorwerp dat na de maan gepasseerd te zijn, een kunstplaneetje wordt van de zon. |
| 3 maart      | 1959 | Met een Juno II-raket wordt Pioneer 4 richting maan gelanceerd. Deze bereikt het beoogde gebied bij de maan maar nadert deze maar tot 70.000 kilometer. De satelliet wordt daarna een kunstmaan van de Aarde. |
| 12 september | 1959 | De Sovjet-Unie lanceert om 06:39:42 UTC, in het kader van zijn Loena-programma een sonde naar de maan. |
| 13 september | 1959 | De Sovjet Loena 2 slaat neer op de maan in de buurt van inslagkrater Archimedes. Men neemt aan dat de krater ontstaan door de inslag een middellijn zal hebben van hoogstens 15 tot 30 m. |
| 4 oktober    | 1959 | De Loena 3 fotografeert de achterkant van de maan met twee kleinbeeldcamera's. Alle beelden worden naar de aarde geseind, waar ze uitvoerig bestudeerd worden (gepubliceerd in de Russische "Atlas van de achterzijde van de maan" van Barabasjew, Michailov en Lipski). |